# Andrea dei Mozzi

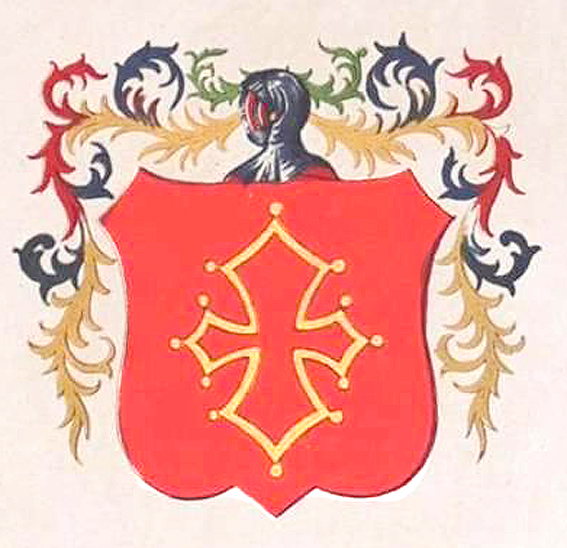
Brasão da família Mozzi.

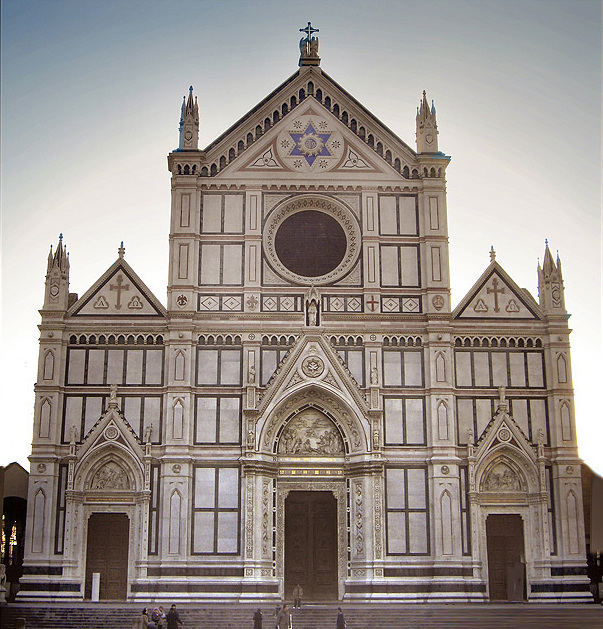
A Basílica de Santa Cruz.

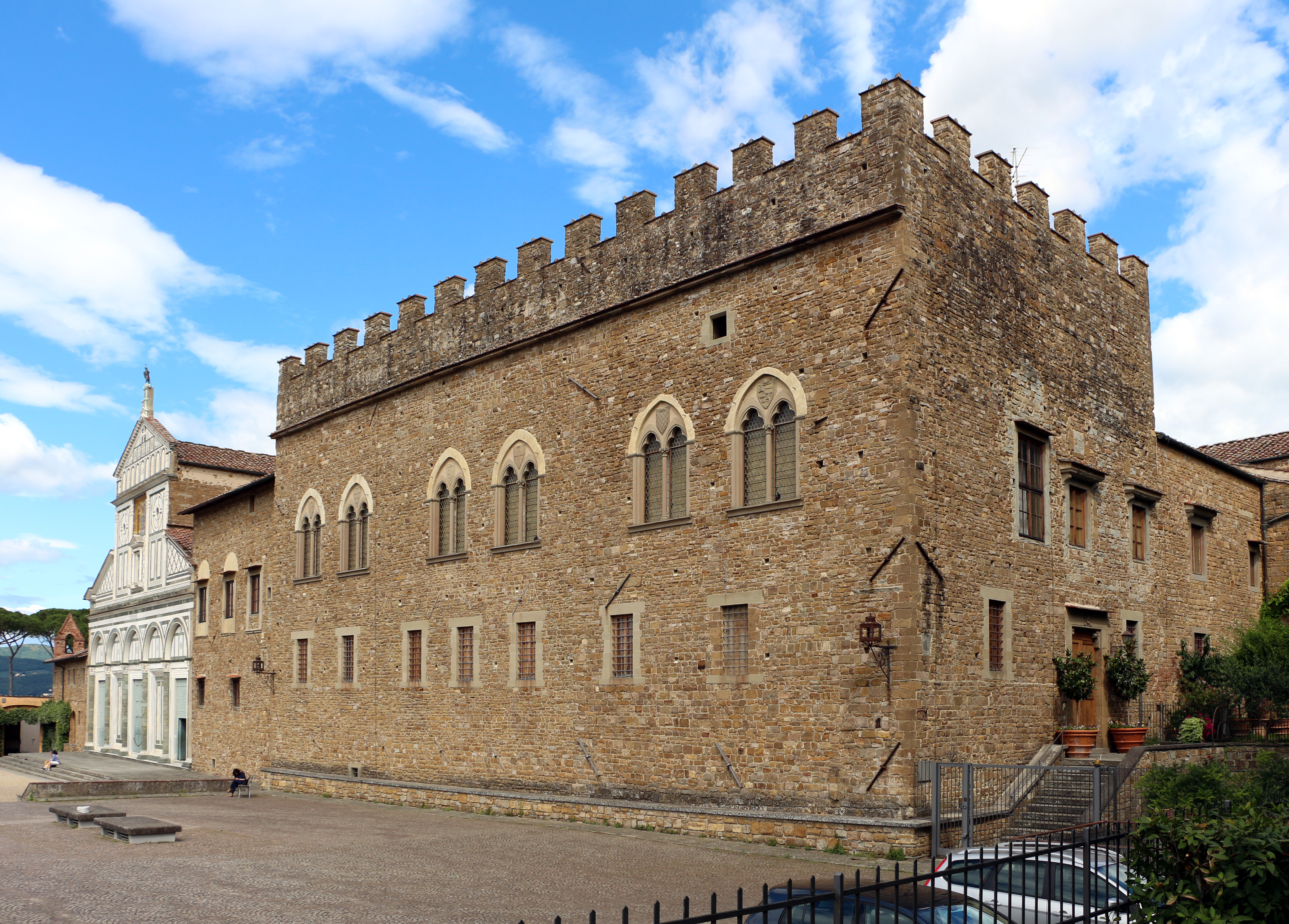
Palácio de verão construído pelo bispo Andrea.

Andrea dei Mozzi (Florença, ? — Vicenza, 1296) foi um bispo italiano, titular das antigas dioceses de Florença e Vicenza. 
Era filho de Spigliato e Diamante. Spigliato era um rico patrício e comerciante de lã e tecidos, importante membro da guilda dos tecelãos e em 1234 fez parte do Conselho Comunal. Seu filho Andrea aparece nos registros a partir de 1248 como cônego da Catedral de Florença e prebendado de igrejas na Inglaterra. Nesta época fazia estudos jurídicos, provavelmente em Bolonha, e em 1256 laureou-se como mestre em Direito Civil. Sua família vinha estabelecendo sólidas relações com o papado e a dinastia angevina, e seria enobrecida no fim do século, pouco antes da morte de Andrea, quando haviam se tornado muito influentes e imensamente ricos. Andrea foi amigo íntimo de Carlos I de Anjou, e foi capelão dos papas Alexandre IV, Gregório X e Nicolau III.
Em 1279 atuou como vigário do cardeal Latino Malabranca Orsini na Toscana, e por seus bons serviços recebeu um canonicato in absentia e uma prebenda em Cambrai. Entre 1279 e 1280 fez parte da missão liderada pelo cardeal a fim de fazer a paz entre os guelfos e gibelinos de Florença. Em 1280 foi o depositário dos juramentos dos partidários de ambas as facções. No ano seguinte foi nomeado vigário do cardeal em Florença e atuou como agente da Cúria Pontifícia em várias cidades da região. Outra vez seus serviços foram reconhecidos, sendo nomeado pelo papa regente de toda a parte sul dos Estados Pontifícios.
Após a morte do bispo florentino Iacopo Rainucci em 1286, foi eleito pelo Capítulo para sucedê-lo. Foi um ativo defensor dos direitos da Igreja, reorganizou as finanças da Diocese, fundou várias igrejas, entre elas Santa Maria sul Prato e a Basílica de Santa Cruz, restaurou outras, e apoiou a fundação do Hospital de Santa Maria Nova. Iniciou ainda, com seu próprio dinheiro, a construção de um palácio de verão, que também não chegou a ver terminado. Por outro lado, envolveu-se em escândalos e acerbas controvérsias com os franciscanos, os dominicanos, o clero secular e autoridades civis, sendo acusado de abuso de poder, de nepotismo e de violação de direitos adquiridos. Em breve sua posição ficou insustentável, e em 1295 Bonifácio VIII o transferiu para a sede vacante de Vicenza, onde faleceu em 1296. Seu corpo foi devolvido a Florença, sendo sepultado na Igreja de São Gregório, pertencente à sua família.
Embora algumas das acusações pareçam ser fundamentadas, ainda subsiste muita incerteza sobre o que realmente motivou sua transferência, e a documentação que sobrevive é contraditória. De todo modo, os ditos escândalos não eram uma novidade nos costumes do grandes dignitários da Igreja de sua época, mas parecem ter sido muito magnificados por vários autores antigos, tornando-o um personagem perverso e tenebroso. Brunetto Latini, por exemplo, o chamou de sodomita, e Dante Alighieri o colocou no "Inferno" da sua Divina Comédia.
A opinião dos críticos recentes é bastante cética a respeito da imagem que seus detratores construíram. Segundo Diacciati, "Mozzi foi pessoa capaz e hábil; expoente de uma das principais famílias magnatícias (nobres), manifestou modos e atitudes próprias da sua condição, procurando favorecer a si e à sua família a partir da posição que conquistara. Não por acaso o papa determinou que seus sucessores não podiam ser nativos de Florença". Para Chiarini, "deve ser assinalada a grande discrepância entre os dados biográficos que são conhecidos com segurança e a imagem de um homem decaído até o ponto do rídículo".
Andrea foi a origem da fortuna da família Sartori de Vicenza. Alguns membros faziam parte do seu séquito e o acompanharam a Vicenza, onde receberam do bispo um feudo na jurisdição de Roana, entrando para a nobreza local como vassalos da Mesa Episcopal. Esta família em pouco tempo adquiriu um vasto patrimônio fundiário na região e se notabilizou a partir do século XVI como uma das principais famílias comerciantes, tornando-se riquíssimos.